# Surdila-Găiseanca
Surdila-Găiseanca là một xã thuộc hạt Brăila, România. Dân số thời điểm năm 2002 là 2767 người.